# Nils Starfelt
Nils Gunnar Starfelt, född 13 februari 1927 i Helsingborg, död 3 maj 2011 i Stockholm, var en svensk teknisk attaché och professor i tillämpad fysik.
Starfelt avlade studentexamen 1945. Han studerade vidare vid Lunds universitet och blev docent där 1956. Starfelts forskning fokuserade på kärnfysik, och han blev knuten till Försvarets forskningsanstalt och AB Atomenergi. Tjänsterna innebar att han fick professorskompetens i kärnfysik, fysik, radiofysik och tillämpad fysik. Han blev forskningsdirektör vid Atlas Copco 1967. Mellan 1972 och 1974 var Starfelt professor i tillämpad fysik vid Linköpings universitet. Mellan 1979 och 1987 var han teknisk attaché i Washington och London. Starfelt invaldes 1976 som ledamot av Kungliga Ingenjörsvetenskapsakademien. Han vilar på Bromma kyrkogård.